# Phiyada Akkraseranee
Phiyada Akkaraseranee (tiếng Thái: พิยดา อัครเศรณี, sinh năm 1975), còn được biết đến với nghệ danh Aom Phiyada, là một nữ ca sĩ, diễn viên, người mẫu, và là nhà sản xuất phim - người dẫn chương trình nổi tiếng của Thái Lan.

## Thân thế và sự nghiệp
Cô sinh ngày 17 tháng 6 năm 1975 tại Bangkok, Thái Lan. Cô là con thứ 2 trong gia đình có 4 anh em. Thân phụ của cô là Pisarn Akarasenee - một diễn viên kiêm nhà sản xuất nổi tiếng của nhiều series phim truyền hình nổi tiếng của Thái Lan. Cô có sở hữu gương mặt với đôi môi gợi cảm giống nữ diễn viên Thư Kỳ. .
Tốt nghiệp Cử nhân Khoa Nhân văn - chuyên ngành tiếng Thái của trường Đại học Srinakharinwirot ở Bangkok, cô bắt đầu sự nghiệp của mình như là một người mẫu quảng cáo trên truyền hình vào năm 1996. Bộ phim truyền hình đầu tiên của cô với vai nữ chính Torfun, đóng cặp với Marwin được sản xuất bởi Exact co.. Kể từ đó, Aom đã đóng nhiều bộ phim truyền hình nổi tiếng như "Torfun Gub Marwin","Roy Leh Saneh Rai","Mueng Dala"," Huajai Chocolate ","BangRuk Soi 9"... Aom đã đạt được rất nhiều giải thưởng nổi tiếng và tài năng bao gồm cả Giải Nữ diễn viên xuất sắc nhất của Giải thưởng Truyền hình châu Á. Đồng thời, Aom cũng là người dẫn chương trình nổi tiếng của talk shows "Wan Warn Yang Wharn You" và "E-mouth" từ năm 2004.
Aom đính hôn với bạn trai Art Sara Jutharattanakul vào ngày 4 tháng 7 năm 2009. Họ đã kết hôn vào tháng 8 năm 2009, và tổ chức đám cưới trong tháng 10 năm 2009. Sau khi kết hôn, cô đổi sang họ chồng, vì vậy tên cô còn được ghi là Phiyada Jutharattanakul (พิยดา จุฑารัตนกุล).
Thời gian gần đây, cô ít tham gia đóng phim truyền hình. Thay vào đó, cô tham gia với vai trò nhà sản xuất phim. Hiện cô có ba bộ phim làm nhà sản xuất như Dối tình (2015), Thay tim đổi phận (2016), Nhiệm vụ định mệnh trái tim (2017) đều do nữ chính Wannarot Sonthichai thể hiện.

## Các bộ phim đã từng tham gia

### Phim truyền hình
| Năm  | Phim                                                                | Vai                                          | Đóng với                                                    | Đài    |
| ---- | ------------------------------------------------------------------- | -------------------------------------------- | ----------------------------------------------------------- | ------ |
| 1996 | Torfun Kub Marvin Vươn tới vì sao                                   | Torfun Boonyapat                             | Krirkphol Masayavanich                                      | CH5    |
| 1997 | Sarmwai Kub Ai Jok (1997)                                           | Jig                                          | Ummarin Nitiphon                                            | CH5    |
| 1998 | Poo Chai Hua Jai Mai Pae                                            | Kullanat / "Kaew"                            | Patiparn Pataweekarn                                        | CH5    |
| 1999 | Game Ruk Payabard Trò đùa của tình yêu                              | Ramida                                       | Phutanate Hongmanop                                         | CH5    |
| 1999 | Dod Deal Mai Deal Dai                                               | Nicha                                        | Krirkphol Masayavanich                                      | CH5    |
| 1999 | Ruk Nai Sai Mok                                                     | Pupae                                        | Chalert Hilderbrand                                         | CH3    |
| 2000 | Pan Thai Nora Sing                                                  | Nuon                                         | Teerapat Sajakul                                            | CH7    |
| 2001 | Keb Pandin                                                          | Punpasa                                      | Phutanate Hongmanop                                         | CH7    |
| 2001 | Ruk Kerd Nai Tarad Sod Mối tình chợ phiên                           | Kimlung                                      | Andrew Gregson                                              | CH7    |
| 2001 | Hongfah Kub Songwung Ảo mộng tình yêu                               | Hongfah                                      | Jakrapun Abkornburi                                         | CH7    |
| 2001 | Fah Pieng Din                                                       | Celica / Chompoo Sarayutthaphichai           | Phutanate Hongmanop                                         | CH3    |
| 2002 | Roy Leh Sanae Rai Tình yêu lừa dối                                  | Namnueng Praserttikul                        | Jesdaporn Pholdee                                           | CH5    |
| 2003 | Muang Dala                                                          | Wansai                                       | Phutanate Hongmanop                                         | CH7    |
| 2003 | Luerd Kattiya                                                       | Princess Thippiyarutdarakumari [Dara]        | Jesdaporn Pholdee                                           | CH5    |
| 2004 | Glap Baan Rao Na Rak Raaw Yuu                                       | Jomkwan                                      | Danuporn Punnakun                                           | CH7    |
| 2005 | Keaw Lerm Korn Lạc mất nguồn cội                                    | Kaew / Chitchanok                            | Phutanate Hongmanop                                         | CH5    |
| 2005 | Song Rao Nirund Dom                                                 | Plaifon / "Fon"                              | Theeradeth Wonpuapan                                        | CH3    |
| 2005 | Hua Jai Chocolate                                                   | Wan                                          | Patiparn Pataweekarn                                        | CH5    |
| 2006 | Sunya Khan San Ruk                                                  | Wong Waen                                    | Nattawut Skidjai                                            | CH7    |
| 2007 | La Ong Dao Bầu trời ngàn sao                                        | La Ong Dao / Tan                             | Saharat Sangkapreecha                                       | CH5    |
| 2007 | Ruk Tur Took Wan Yêu em hằng ngày                                   | Irissa                                       | Theeradeth Wonpuapan                                        | CH3    |
| 2009 | Artid Ching Duang Vượt qua bóng tối                                 | Rangrong Suriyathit                          | Nat Thephussadin Na Ayutthaya                               | CH5    |
| 2009 | Fai Ruk Arsoon                                                      |                                              | (khách mời)                                                 | CH3    |
| 2009 | Proong Nee Gor Ruk Ter Lửa tình                                     | Kaewkanya                                    | Nawat Kulrattanarak                                         | CH5    |
| 2010 | Malai Sarm Chai Kiếp hoa buồn                                       | La-Oor-Orn                                   | Phutanate Hongmanop, Saharat Sangkapreecha, Yuke Songpaisan | CH5    |
| 2012 | Mou Daeng                                                           |                                              | (khách mời)                                                 | CH3    |
| 2013 | Koo Gum Nghiệt duyên / Hoàng hôn trên sông Chao Phraya              | Ying                                         | (khách mời) - Art Sra Chutharatkul (chồng)                  | CH5    |
| 2013 | Paap Ataan Bức tranh ma ám / Duyên tình tiền kiếp                   | Khun Prayong                                 | Nawat Kulrattanarak                                         | CH5    |
| 2015 | Ngao Jai Dối tình                                                   | Dân địa phương                               | (khách mời) - Art Sra Chutharatkul (chồng) và con gái       | OneHD  |
| 2015 | Ban Lang Mek Danh vọng như mây / Quả báo                            | Panrung Samurtaewa                           | Sornram Teppitak, Patiparn Pataweekarn, Somchai Khemklad    | OneHD  |
| 2015 | Jatt Ruk Tình duyên sắp đặt / Hôn nhân dối lừa                      | Chính mình                                   | (khách mời)                                                 | OneHD  |
| 2016 | Nai Leh Saneha Thay tim đổi phận                                    | Thita                                        | (khách mời)                                                 | OneHD  |
| 2016 | We Were Born in the 9th Reign Series                                | Y tá Phonphon                                |                                                             | OneHD  |
| 2017 | Sanaeha Diary Series: Gubdug Sanaeha Nhật ký kẻ trộm tình: Vay tình | Lita                                         | Nawat Kulrattanarak                                         | OneHD  |
| 2018 | Kahon Maha Ratuek Án mạng kinh hoàng                                | Zethini                                      | (khách mời)                                                 | OneHD  |
| 2018 | Club Friday The Series 10: Tua Pragorp Thư ký của chồng             | Lynn                                         | Krissada Pornweroj                                          | GMM25  |
| 2019 | Taley Rissaya 2019 Khát vọng giàu sang 2019                         | Pawinee (Pa) Thanasarnsap                    | Saksit Tangtong                                             | OneHD  |
| 2019 | Sri Ayodhaya 2                                                      | Than Nok Aeong / Krom Phra Thephamat (young) |                                                             | True4u |
| 2021 | An Eye for an Eye Nợ máu trả máu                                    | Getsara Julapakborirak                       | Perawat Sangpotirat                                         | GMM25  |
| 2021 | Kaen Rak Salub Chata Hận tình hoán phận                             | Chính mình                                   | (khách mời)                                                 | CH3    |
|      | Keb Pandin                                                          |                                              | Phutanate Hongmanop                                         | CH3    |

### Phim điện ảnh
| Năm  | Phim                         | Vai                     | Đóng với                                              |
| ---- | ---------------------------- | ----------------------- | ----------------------------------------------------- |
| 2005 | Kon Raruek Chat              | Pim / Fon / Koi / Tukta | Andrew Gregson                                        |
| 2020 | Mother Gamer Mẹ tôi gánh đội | Benjamas / "BenJay"     | Tonhon Tantivejakul, Lapat Ngamchaweng, Weeraya Zhang |

### Sitcom
| Năm       | Phim                                 | Vai  | Đóng với        | Đài   |
| --------- | ------------------------------------ | ---- | --------------- | ----- |
| 2003-2012 | Bang Ruk Soi 9                       | Pang | Saksit Tangtong | Ch9   |
| 2010      | Ban Nee Tee Bangruk (2010)           | Pang | Saksit Tangtong | Ch9   |
| 2016-2018 | Bang Rak Soi 9/1 Ngôi nhà yêu thương | Pang | Saksit Tangtong | OneHD |

### Phim vai trò nhà sản xuất
| Năm  | Tiêu đề                                        | Đài   | Diễn viên                                                                                     | Ghi chú                                             |
| 2015 | Ngao Jai Dối tình                              | OneHD | Yuthana Puengklarng, Wannarot Sonthichai, Navin Yavapolkul                                    | Phim đầu tiên với vai trò là nhà sản xuất Khách mời |
| 2016 | Nai Leh Saneha Thay tim đổi phận               | OneHD | Teerapat Sajakul, Wannarot Sonthichai, Sopitnapa Chumpanee                                    | Khách mời                                           |
| 2017 | Paragit Likhit Ruk Nhiệm vụ định mệnh trái tim | OneHD | Sean Jindachot, Wannarot Sonthichai, Chanon Ukkharachata                                      |                                                     |
| 2019 | Dai Daeng                                      | CH3   | Nattawut Skidjai, Cris Horwang, Sinjai Plengpanich                                            |                                                     |
| 2021 | Kaen Rak Salub Chata Hận tình hoán phận        | CH3   | Theeradej Methawarayuth, Pichukkana Wongsarattanasin, Wansiri Ongumpai, Khunnarong Prathetrat | Khách mời                                           |
| 2022 | Sub Lab Mor Labad                              | CH3   | Nadech Kugimiya, Kimberly Ann Voltemas                                                        |                                                     |

### Chương trình thực tế
1. Wan Waan Yang Waan Yoo (Ch.7) (2004-nay) với Kik Kiet
2. Trendy-D (Ch.5) với Fluke Krekpon Mussayawanich
3. Club 5 Report (Ch.5)
4. E-Mouth (Ch.7) (2004-nay) với Na Nek
5. I Love the Night Life (Ch.3) với Puri Hiranpruk
6. GameWatDuang (Ch.5) （1/2009-1/2010)với Na Nek
7. Jeab Aom (Ch.3) (1/2/2010-nay) với Jieb Sopitnapa Chumpanee

### Quảng cáo
1. 1996 Appears in her first commercial, Mistine
2. Shiseido
3. ScaCare
4. Sovil Et Titus (watch&glasses)
5. Sunsilk
6. Flyer Pass for Bangkok Airways
7. Bird's nest drink for Brand's
8. Olay White Radiance
9. Toyota prius

## Giải thưởng
| Giải thưởng                                                           | Kết quả   |
| --------------------------------------------------------------------- | --------- |
| Mekhalar Award - Best Leading Actress(Roy Leh Saneh Rai)              | Đoạt giải |
| Top Award - Best Leading Actress(Roy Leh Saneh Rai)                   | Đề cử     |
| The Good Child of the Year Award                                      | Đề cử     |
| Mekhalar Award - Best Comedic Actress(Bangruk Soi 9)                  | Đoạt giải |
| Golden Award - Best Host(Wan Warn Yang Wharn Yoo)                     | Đoạt giải |
| Hamburger Award- Best Actress                                         | Đề cử     |
| Tape Tong Award - Best Host(Wan Warn Yang Wharn Yoo)                  | Đoạt giải |
| IN magazine Award - Best love couple in drama(Song Rao Nirundorn)     | Đề cử     |
| Asian Television Award 2006 - Best Leading Actress(Hua Jai Chocolate) | Đoạt giải |
| TV Gossip Award - Best Host(WanWaanYungWaanYoo)                       | Đề cử     |
| Young & Smart Award - Best Actress                                    | Đề cử     |
| IN magazine Award-Best love couple in drama(Ruk Tur Took Wun)         | Đoạt giải |
| Seventeen Star Icon                                                   | Đề cử     |
| OK! Magazine Award -Female Hot Stuff                                  | Đề cử     |